# Răcușana
Răcușana – wieś w Rumunii, w okręgu Bacău, w gminie Podu Turcului. W 2011 roku liczyła 51 mieszkańców.